# Lezina concolor
Lezina concolor är en insektsart som beskrevs av Walker, F. 1869. Lezina concolor ingår i släktet Lezina och familjen Gryllacrididae. Inga underarter finns listade i Catalogue of Life.